# Vianey Bringel
Maria Vianey Pinheiro Bringel, mais conhecida como Vianey Bringel (Uruburetama, 5 de agosto de 1957) é uma médica e política brasileira. Ela foi deputada estadual (2011–2015). É casada com o também médico e ex-prefeito de Santa Inês Roberth Bringel.

## Carreira política
Durante a gestão de seu marido Roberth Bringel (2005-2013), ela serviu como primeira dama do município de Santa Inês. 
Em 2010 ela foi eleita deputada estadual. 
Em 2016 ela foi eleita prefeita de Santa Inês pelo PSDB, derrotando o então prefeito Ribamar Alves do PSB. 